# بید چینی
بید چینی (نام علمی: Salix matsudana) نام یک گونه از سرده بید است.